# Mick McCarthy
Michael "Mick" Joseph McCarthy, född 7 februari 1959 i Barnsley, England, är en engelsk-irländsk fotbollstränare och före detta professionell fotbollsspelare.

## Spelarkarriär

### Klubblag
McCarthy startade sin spelarkarriär i Barnsley 1977, där han var med och förde upp klubben från division fyra till division två. I december 1983 såldes han till Manchester City FC  som då också spelade i division 1 men som samma säsong stannade kvar uppe i division ett. Första året i division ett hamnade man i mitten av tabellen men följande år åkte man ur. McCarthy fick emellertid inte uppleva nedflyttningen då han såldes till Celtic i maj 1987. Där var han med och vann ligan en gång och Scottish Cup två gånger innan han flyttade vidare till Lyon juli 1989. Där gick det inte så bra för honom och han lånades ut till Millwall i mars 1990. Där gjorde han ett sådant intryck att klubben köpte honom i maj 1990 för £200 000. Han sista två år som spelare stördes av skador och han slutade att spela när han tog över som manager i klubben 1992.

### Landslag
McCarthy kunde spela för det irländska landslaget då hans far var från Irland. Hans debut i landslaget var 1984 och han spelade 54 landskamper fram till juni 1992, många av dem som kapten för laget. Han var med i Irlands sista kvalmatch till EM 1988 då Irland besegrade Bulgarien med 2-0, vilket innebar att Irland för första gången kvalade in till ett EM. Han spelade för Irland i EM 1988 och VM 1990.

### Statistik som spelare
| Klubb                | Period      | Matcher | Mål |
| -------------------- | ----------- | ------- | --- |
| Barnsley             | 1977 - 1983 | 272     | 7   |
| Mancester City       | 1983 - 1987 | 140     | 2   |
| Celtic               | 1979 - 1981 | 48      | 8   |
| Lyon                 | 1989 - 1990 | 10      | 1   |
| Millwall             | 1990 - 1992 | 35      | 2   |
| Irländska landslaget | 1984 - 1992 | 54      | 1   |

## Tränarkarriär

### Millwall
McCarthys första jobb som tränare var i Millwall där han tog över efter Brian Rioch 1992. Där gjorde han så bra ifrån sig att han blev erbjuden jobbet som tränare för Irlands herrlandslag i fotboll 1996.

### Irländska landslaget
Som tränare för landslaget misslyckades han att föra laget till VM 1998 och EM 2000, men till VM 2002 kvalificerade man sig och tog sig till 8 delsfinal. Men det som det pratas mest om från den turneringen är bråket mellan McCarthy och Roy Keane, som gjorde att McCarthy skickade hem Keane utan att han hade spelat en enda minut.
När laget fick en dålig start på kvalet till EM 2004 fick han sparken och blev ersatt av Brian Kerr.

### Sunderland
12 mars 2003 blev McCarthy tillsatt som tränare i Sunderland efter Howard Wilkinson, men han klarade inte att rädda klubben från nedflyttning från Premier League. Han fick behålla jobbet och trots att klubben tvingades sälja många av spelarna på grund av dåliga finanser, gick man till playoff där man sedan förlorade på straffsparkar mot Crystal Palace. McCarthy fortsatte säsongen efter med att vinna Championship och därmed säkra uppflyttning till Premier League.
Dessvärre klarade inte klubben att hålla sig kvar och den 6 mars 2006 fick McCarthy sparken efter att klubben bara hade tagit 15 poäng på 38 matcher. Han blev ersatt av Kevin Ball.

### Wolverhampton Wanderers
21 juli 2006 blev McCarthy ny tränare i Wolverhampton Wanderers där han efterträdde Glenn Hoddle.
Under sin första säsong i Wolves var det få som hade stora förväntningar, då klubben hade sålt 11 spelare och McCarthy hade inte fått mycket tid till att göra förändringar innan spelarfönstret stängde. Säsongen gicköover alla förväntningar och klubben slutade på en mycket respektabel femte plats och därmed playoff mather mot ärkerivalen West Brom. Matcherna slutade med 4-2-förlust sammanlagt, men McCarthy fick mycket beröm för hur han genomfört sin första säsong i klubben.
Följande säsong (2007-08) slutade man på en sjunde plats, Watford tog sjätteplatsen på bättre målskillnad (ett mål mer). Han hade även nämnts som eventuell ny tränare för Sydkorea under säsongen.
Säsongen 2008-09) började bra för McCarthy då han blev utnämnd till månadens manager i augusti i Football League Championship, efter att laget nått första platsen i tabellen . Wolves fortsatte att ligga i toppen av tabellen och McCarthy vann titeln som månadens manager för november. McCarthy's Wolves säkrade en plats i Premier League genom att vinna över QPR med 1–0 den 18 april 2009, och veckan därpå spelade man 1-1 mot McCarthys gamla hemstadsklubb Barnsley och säkrade därmed liga titeln, McCarthys andra Championship titel som manager. Han blev även utnämnd till årets manager vid säsongens slut , då hade hans klubb legat på förstaplatsen i tabellen 42 av 46 omgångar.

### Statistik som tränare
| Lag                            | Från            | Till             | Matcher | Matcher | Matcher | Matcher | Matcher  |
| Lag                            | Från            | Till             | M       | S       | F       | O       | % segrar |
| ------------------------------ | --------------- | ---------------- | ------- | ------- | ------- | ------- | -------- |
| Millwall                       | 18 mars 1992    | 4 februari 1996  | 203     | 74      | 59      | 70      | 36.45    |
| Irlands herrlandslag i fotboll | 1 mars 1996     | 5 november 2002  | 68      | 29      | 19      | 20      | 45.83    |
| Sunderland                     | 12 mars 2003    | 6 mars 2006      | 147     | 63      | 58      | 26      | 42.85    |
| Wolverhampton Wanderers        | 21 juli 2006    | 13 februari 2012 | 270     | 104     | 66      | 100     | 38.52    |
| Ipswich Town                   | 1 november 2012 | 29 mars 2018     | 279     | 105     | 78      | 96      | 37.63    |

Uppdaterad 23 september 2018 

## Meriter

### Som spelare
- Skotsk mästare: 1988
- Scottish Cup: 1988, 1989

### Som tränare
- Football League Championship 2004–05 — Sunderland
- Football League Championship 2008–09 — Wolverhampton Wanderers